# Davey Moore (boxe anglaise, 1959)
Pour les articles homonymes, voir Davey Moore et Moore.
Davey Moore est un boxeur américain né le 9 juin 1959 à New York et mort le 2 juin 1988.

## Carrière
Passé professionnel en 1980, il devient champion du monde des super-welters WBA le 2 février 1982 en battant par arrêt de l'arbitre au 5e round le japonais Tadashi Mihara. Moore conserve cette ceinture face à Charlie Weir, Ayub Kalule et Gary Guiden avant de s'incliner le 16 juin 1983 face à Roberto Durán. Battu également en 1986 lors d'un championnat du monde des poids moyens par Buster Drayton, il met un terme à sa carrière en 1988 sur un bilan de 18 victoires et 5 défaites.